# Gian lận séc
Gian lận séc đề cập đến một loại hành vi phạm tội có liên quan đến việc sử dụng séc trái pháp luật để có được tiền một cách bất hợp pháp hoặc mượn tiền không tồn tại trong phạm vi số dư tài khoản hoặc sở hữu hợp pháp của chủ tài khoản. Hầu hết các phương pháp liên quan đến việc lợi dụng sự thả nổi (thời gian giữa các đàm phán về séc và thanh toán bù trừ tại ngân hàng của người viết séc) để rút ra số tiền này. Các loại cụ thể của gian lận séc bao gồm ghi séc khống, khi tiền được ký quỹ trước khi kết thúc giai đoạn thả nổi để trang trải gian lận, và ghi séc trắng, khi việc thả nổi cung cấp cơ hội để viết các séc lừa đảo nhưng tài khoản không bao giờ được bổ sung.

## Các kiểu gian lận séc

### Ghi séc quá số dư
Ghi séc quá số dư đề cập đến việc sử dụng thả nổi để lợi dụng và trì hoãn việc thông báo các khoản tiền không tồn tại.

### Biển thủ
Trong khi một số người ghi séc quá số dư có ý định hoàn toàn chỉ để mang tài khoản của họ vào địa vị tốt, những người khác, thường được gọi là người ghi séc xấu, có gian lận thuần túy trong tâm trí, cố gắng "lấy tiền và chạy."

#### Ghi séc xấu
Một séc được ghi cho một người bán hoặc người nhận khác, hy vọng người nhận sẽ không nghi ngờ rằng séc sẽ không được thanh toán. Người mua sau đó sẽ chiếm lấy tiền mặt, hàng hóa hoặc dịch vụ mua vào với séc, và sẽ hy vọng người nhận sẽ không hành động hoặc hành động một cách vô ích.

#### Bỏ rơi
Người viết séc xấu ký quỹ một tờ séc một lần mà anh ta/cô ta biết là xấu hay hư cấu vào tài khoản của mình. Khi ngân hàng xem xét các khoản tiền có sẵn (thường là vào ngày làm việc tiếp theo), nhưng trước khi ngân hàng được thông báo séc là xấu, người viết séc xấu liền rút tiền bằng tiền mặt. Người phạm tội biết tờ séc sẽ bị trả về, và kết quả là tài khoản sẽ bị nợ nần, nhưng người phạm tội sẽ từ bỏ tài khoản và lấy tiền mặt.
Tội phạm như vậy thường được sử dụng bởi bọn tội phạm nhỏ để có được tiền thông qua một biển thủ nhanh chóng, và thường được thực hiện bằng cách sử dụng danh tính giả hoặc bị đánh cắp để che giấu người phạm tội thực sự.
Hình thức gian lận này là cơ sở cho lừa đảo séc Nigeria và các ý đồ tương tự khác; tuy nhiên, trong những trường hợp này, nạn nhân sẽ là người bị cáo buộc phạm tội như thế, và sẽ bị bỏ lại để chứng minh sự ngây thơ của mình.

### Giả mạo
Đôi khi, giả mạo là phương pháp được lựa chọn trong lừa đảo ngân hàng. Một hình thức giả mạo liên quan đến việc sử dụng séc hợp pháp của nạn nhân, đã hoặc hoàn toàn bị đánh cắp và sau đó đổi ra tiền mặt, hoặc thay đổi một séc đã được ghi một cách hợp pháp cho thủ phạm, bằng cách thêm từ và/hoặc chữ số để thổi phồng số tiền.
Các trường hợp khác liên quan đến việc sử dụng séc hoàn toàn giả mạo, như trong trường hợp của Frank Abagnale. Thủ phạm thông qua hoặc cố gắng để thông qua một séc đã được tạo ra bởi anh ta/cô ta, nhưng đại diện cho một tài khoản không tồn tại.

### Các trường hợp không bình thường
Làm biến mất mực đã được sử dụng để thực hiện một dạng hiếm của gian lận. Trong trường hợp này, thủ phạm làm thay đổi hóa học chất để nó biến mất trong vài giờ hoặc vài ngày thay vì vài phút. Cá nhân này sau đó viết một tờ séc cho chính anh ta/cô ta (hoặc một đồng phạm trong ý đồ này) bằng cách sử dụng tài khoản của ngân hàng A cho một số tiền xác định, chẳng hạn, 5100 USD. Trong số tiền này, chữ số 5 được viết với mực biến mất, và phần còn lại của số tiền bằng mực thường. Tờ séc sẽ được lưu ký vào tài khoản của ngân hàng B, nơi mà 5100 USD sẽ được bổ sung, nhưng do thời gian nó được ngân hàng A thanh toán bù trừ, séc sau đó sẽ đọc 100 USD, và chỉ có 100 USD sẽ được ghi nợ từ tài khoản đó.
Tẩy séc liên quan đến hành vi trộm cắp tờ séc trong quá cảnh giữa người ghi và người nhận, tiếp theo là sử dụng hóa chất để loại bỏ mực đại diện cho tất cả các bộ phận không phải là chữ ký. Thủ phạm sau đó điền vào các chỗ trống cho các lợi thế của hắn ta.
Đôi khi sự gian lận séc xuất phát từ một nhân viên của chính ngân hàng, như là trường hợp với Suzette A. Brock, người bị kết tội trộm cắp cho việc viết năm tờ séc công ty cho tên khai sinh của chính cô ta từ bàn làm việc như một đại lý dịch vụ khoản vay cho Banner Bank of Walla, Walla, WA.
"Nghệ sĩ séc xấu" nổi tiếng nhất của thế kỷ 20, Frank Abagnale, nghĩ ra một ý đồ đưa các số MICR không chính xác ở dưới cùng của séc ông ta đã viết, do đó chúng sẽ được chuyển đến Ngân hàng Dự trữ Liên bang không chính xác để thanh toán bù trừ. Điều này cho phép ông ta làm việc lâu hơn trong một khu vực trước khi hoạt động tội phạm của ông bị phát hiện.

## Chống gian lận séc
Trong hầu hết các nước, việc thông qua một séc cho một số tiền mà người viết không biết là trong tài khoản tại thời điểm đàm phán (hoặc có bảo vệ thấu chi) thường được coi là một hành vi vi phạm luật hình sự. Tuy nhiên, việc thực hành chung theo sau bởi các ngân hàng đã được kiềm chế truy tố người viết séc nếu séc đến ngân hàng sau khi có đủ tiền đã lưu ký, do đó cho phép nó để thanh toán. Nhưng chủ tài khoản thường phải hoàn toàn chịu trách nhiệm về tất cả các hình phạt ngân hàng, hình phạt dân sự và truy tố hình sự cho phép bởi pháp luật trong trường hợp séc không thanh toán bù trừ được cho ngân hàng.
Chỉ khi thanh toán bù trừ thành công của tờ séc là do ý đồ ghi quá số dư ngân hàng mới hành động theo cách truyền thống. Các ngân hàng đã luôn luôn có các phương pháp khác nhau để phát hiện ý đồ ghi quá số dư và ngăn không cho chúng hành động. Hệ thống máy tính tại chỗ sẽ cảnh báo các quan chức ngân hàng khi khách hàng tham gia vào các hoạt động đáng ngờ khác nhau, bao gồm ký quỹ thường xuyên các séc mang cùng, tổng số tiền lưu ký hàng tháng lớn kèm theo số dư trung bình hàng ngày gần như bằng không, hoặc lẩn tránh các giao dịch viên bằng cách sử dụng thường xuyên máy ATM đối với tiền gửi.
Công nghệ mới tại đây ngày nay có thể làm cho hầu hết các hình thức ghi séc quá số dư và ghi séc xấu là một điều của quá khứ. Như phần mềm mới nhanh chóng bắt hoạt động bất hợp pháp tại cấp nhân viên giao dịch/chi nhánh thay vì chờ đợi chạy hàng đêm cho văn phòng phía sau, các ý đồ không chỉ dễ bị phát hiện hơn, mà còn có thể được ngăn ngừa bởi giao dịch viên từ chối giao dịch bất hợp pháp của khách hàng thậm chí trước khi họ bắt đầu.
Một phần của cách các ngân hàng chống gian lận séc là cung cấp cho các khách hàng của họ dịch vụ bảo vệ gian lận. Bởi vì các ngân hàng không thể biết tất cả các séc mà một khách hàng viết và chúng có thể gian lận hay không, quyền sở hữu này là thuộc về khách hàng để cho ngân hàng biết về các séc họ viết những gì. Các hệ thống này cho phép khách hàng tải lên tập séc của họ cho ngân hàng bao gồm số lượng séc, số tiền, và trong một số trường hợp, tên người thụ hưởng. Bây giờ, khi một séc được trình bày để thanh toán, ngân hàng thanh lọc nó đối với thông tin trên hồ sơ. Nếu một trong các biến không phù hợp, thì séc sẽ được gắn cờ như là một mục có khả năng gian lận.
Những dịch vụ này giúp với gian lận bên ngoài nhưng chúng không giúp đỡ được gì nếu có gian lận nội bộ. Nếu một nhân viên gửi thông tin cho ngân hàng với các mục gian lận, thì ngân hàng sẽ có thể không biết để từ chối thanh toán. Một hệ thống kiểm soát kép nên được đặt vào vị trí để không phân bổ tất cả các khả năng cho một người.
Trước khi thông qua Thanh toán bù trừ séc đối với Đạo luật Thế kỷ 21, khi các séc có thể mất 3 ngày trở lên để thanh toán bù trừ, chơi thả nổi là thực tế khá phổ biến ở Mỹ trong các cá nhân trung thực-theo-một-cách-khác, những người gặp phải trường hợp khẩn cấp ngay trước ngày trả tiền.

Các hành vi gian lận lòng vòng và bỏ rơi đang dần được loại bỏ do các séc sẽ được thanh toán bù trừ trong Ngân hàng B trong cùng một ngày chúng được lưu ký vào Ngân hàng A, bằng cách không cho thời gian trễ đối với các khoản tiền không tồn tại trở thành có sẵn để rút. Với công nghệ chia sẻ-hình ảnh, các khoản tiền mà tạm thời trở nên có sẵn trong tài khoản của Ngân hàng A được xóa sổ trong cùng một ngày.
Trong khi có thể vẫn còn một số chỗ cho việc ghi séc quá số dư, các biện pháp an ninh đã được thực hiện bởi các chuỗi bán lẻ đang giúp giảm các sự cố như vậy. Ngày càng có nhiều chuỗi hơn hạn chế lượng tiền mặt nhận lại, số lần tiền mặt trở lại có thể sẽ được cung cấp trong một tuần hoặc một thời gian nhất định, và có được các số dư tài khoản giao dịch trước khi cung cấp tiền mặt trở lại, do đó phủ nhận nó đối với những chuỗi có số dư thấp. Ví dụ: chính sách của Wal-Mart là xác định số dư tài khoản của những người nhận tiền mặt trở lại, và một số địa điểm Safeway sẽ không cung cấp tiền mặt trở lại trên bất kỳ tài khoản nào có số dư dưới 250 USD, thậm chí cả khi các quỹ này đủ để trang trải số tiền trên tờ séc. Các khách hàng đã được ghi nhận để có được tiền mặt trở lại cũng bị công ty thường xuyên điều tra để quan sát hình mẫu.
Một số doanh nghiệp cũng sẽ sử dụng kiểm tra chặt chẽ như một thiết bị thông tin cho các số tiền ghi nợ tự động từ tài khoản, và sẽ trả lại mục này cho khách hàng sau đó. Tuy nhiên, tại Hoa Kỳ điều này được thực hiện thông qua các Nhà thanh toán bù trừ tự động (ACH); do nhanh hơn so với thanh toán bù trừ séc truyền thống, trái với niềm tin phổ biến rằng ACH là không tức thời. Mặc dù thực hành này làm giảm chỗ cho việc ghi séc quá số dư (bằng cách giảm thả nổi), nó không luôn luôn loại bỏ nó.